# Зенодот
Зенодот (325–260 рік до н. е.) — давньогрецький філолог та граматик, дослідник творчості Гомера, перший очільник Александрійської бібліотеки.

## Життєпис
Народився у м. Ефес, що у Малій Азії. Від цього здобув прізвисько ефеський. Був учнем відомого на той час вченого Філіта Коського. Проте відомостей стосовно особистого життя практично немає. Ймовірно Зенодот мав значний авторитет не тільки у своєму місті, а й в еллінському світі. У зв'язку з цим його було запрошено до Єгипту першими Птолемеями, можливо Птолемеєм II. Тут він незабаром очолив Олександрійську бібліотеку. ставши її першим бібліотекарем. На цій посади він залишався до самої смерті.
Він став першим організатором бібліотечної справи. Його методикою користуються донині. Зенодот розподілив книги в різних кімнатах бібліотеки за предметом. У самих кімнатах було створено алфавітний показчик за першою літерою імені.
Помер Зенодот Ефеський напевне у м. Олександрія Єгипетська.

## Творчість
Головні праці Зенодота пов'язані з аналізом творчості Гомера. Він дав перше наукове видання «Іліади» та «Одісеї», розподілив кожну на 24 пісні (цим ми користуємся до сих пір). Крім цього Зенодот написав декілька спеціальних досліджень з мови поем.
Водночас він читав лекції з творчості Піндара, Анакреона, Гесіода.